# Pseudoyabeina
Pseudoyabeina es un género de foraminífero bentónico considerado un sinónimo posterior de Yabeina de la subfamilia Neoschwagerininae, de la familia Neoschwagerinidae, de la superfamilia Fusulinoidea, del suborden Fusulinina y del orden Fusulinida. Su especie tipo era Yabeina lantschichensis. Su rango cronoestratigráfico abarcaba el Lopingiense (Pérmico superior).

## Discusión
Clasificaciones más recientes incluirían Pseudoyabeina en la superfamilia Neoschwagerinoidea, y en la subclase Fusulinana de la clase Fusulinata.

## Clasificación
Pseudoyabeina incluía a la siguiente especie:
- Pseudoyabeina lantschichensis †, aceptado como Yabeina lantschichensis